# Líšina
Líšina (německy Lischin) je obec v okrese Plzeň-jih v Plzeňském kraji. Žije zde 150 obyvatel.

## Název
Název vesnice pochází pravděpodobně ze zastaralého slova „lícha“ (záhon, pole). Německy Lischin, ve starším období její název různě kolísal – např. v berní rule či v tereziánském katastru „Líšin/Lissino“)

## Historie
První písemná zmínka o obci pochází z roku 1180. Zprvu drželi vesnici různí příslušníci rytířského stavu. Roku 1227 odprodal biskup Jan II. část vsi Vojslavě, zakladatelce ženského premonstrátského kláštera v Chotěšově. Posléze přešla do majetku kláštera celá vesnice. Roku 1421 zastavil král Zikmund Lucemburský Líšinu Janovi z Gutštejna, po němž ves náležela dalším šlechticům. Nakonec byla navrácena zpět chotěšovskému klášteru.
Berní rula zachytila ve vsi (vedle pustého ovčína) celkem 15 sedláků a dva chalupníky, tereziánský katastr potom již 22 hospodářů.
Dále byl v obci zjištěn jeden poddanský mlýn o dvou kolech na stálé vodě, z drobných řemesel krejčí, obecní kovář a myslivec.
Během 2. poloviny 17. století byla oblast doosidlována německy hovořícími kolonisty. Obecní kronika uvádí, že roku 1833 (před velkým požárem 1835, při němž půlka vsi lehla popelem) ve vsi žilo ve 47 domech 303 obyvatel.
Obecní kronika uvádí, že prvním starostou (obecním představeným) se stal Anton Lischka, sedlák z č. p. 9, který složil dne 1. září 1850 přísahu a ujal se tak výkonu této funkce.
V 50. letech 19. století byla ve vsi postavena první samostatná školní budova, postupně přestavovaná a rozšiřovaná, v níž sídlila německá obecná škola, a od roku 1923 vedle ní také nově zřízená menšinová česká obecná škola.

## Obyvatelstvo
| Rok            | 1869 | 1880 | 1890 | 1900 | 1910 | 1921 | 1930 | 1950 | 1961 | 1970 | 1980 | 1991 | 2001 | 2011 | 2021 |
| -------------- | ---- | ---- | ---- | ---- | ---- | ---- | ---- | ---- | ---- | ---- | ---- | ---- | ---- | ---- | ---- |
| Počet obyvatel | 331  | 321  | 332  | 356  | 367  | 359  | 399  | 255  | 224  | 199  | 206  | 167  | 152  | 159  | 154  |
| Počet domů     | 55   | 56   | 56   | 56   | 59   | 61   | 75   | 80   | 64   | 56   | 65   | 65   | 64   | 70   | 71   |

## Obecní správa
Mezi lety 1869–1975 Líšina byla obcí v okrese Stříbro (1869–1930), posléze v okrese Stod (1950) a později v okrese Plzeň-jih. Od 1. ledna 1976 do 31. srpna 1990 patřila jako část města ke Stodu a od 1. září 1990 je opět samostatnou obcí.

## Pamětihodnosti
- Kaple na návsi
- Asi jeden kilometr severovýchodně od vesnice se na Líšinském kopci dochovaly terénní pozůstatky pravěkého líšinského hradiště.[7]

## Galerie

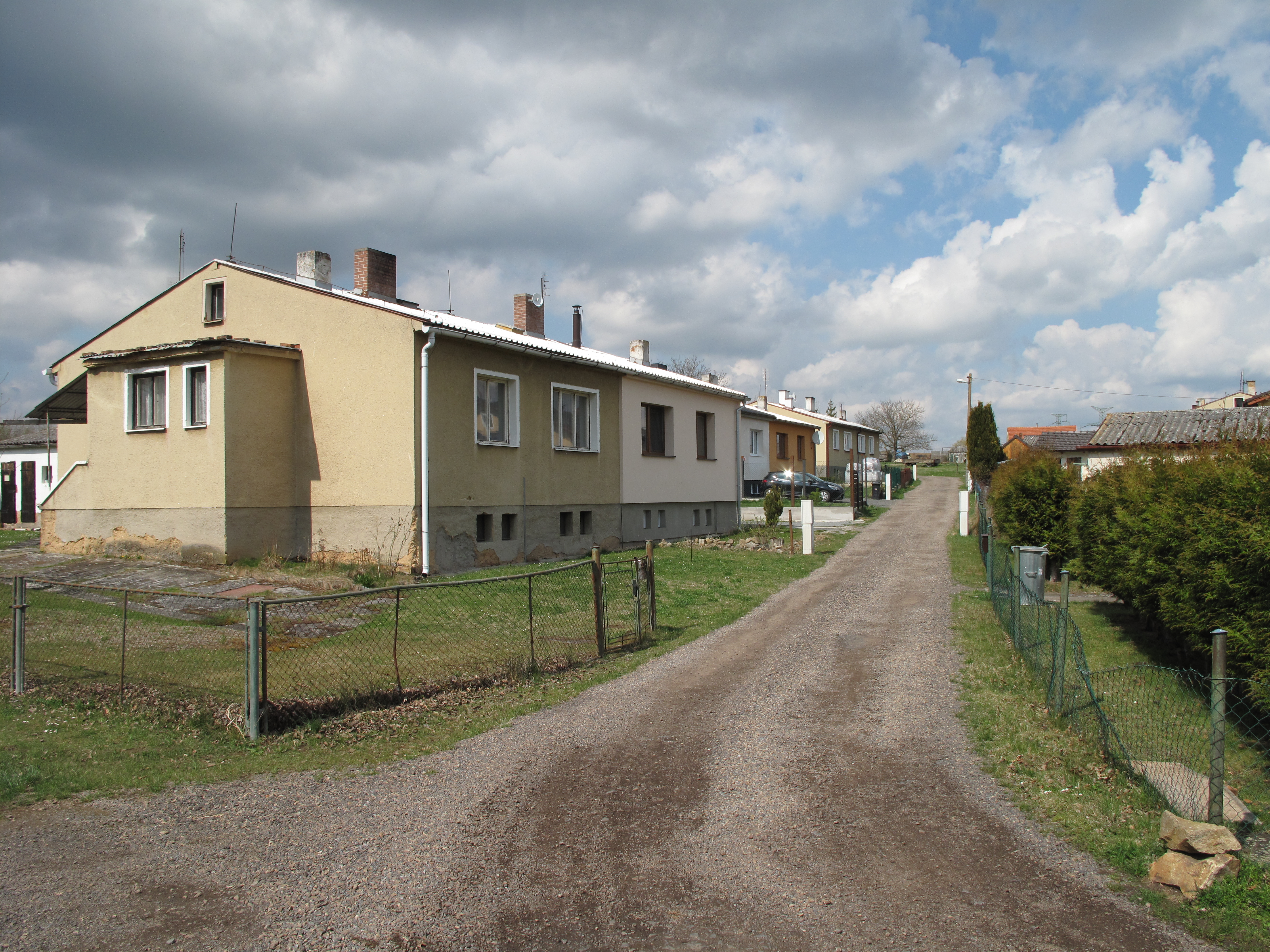
Domky
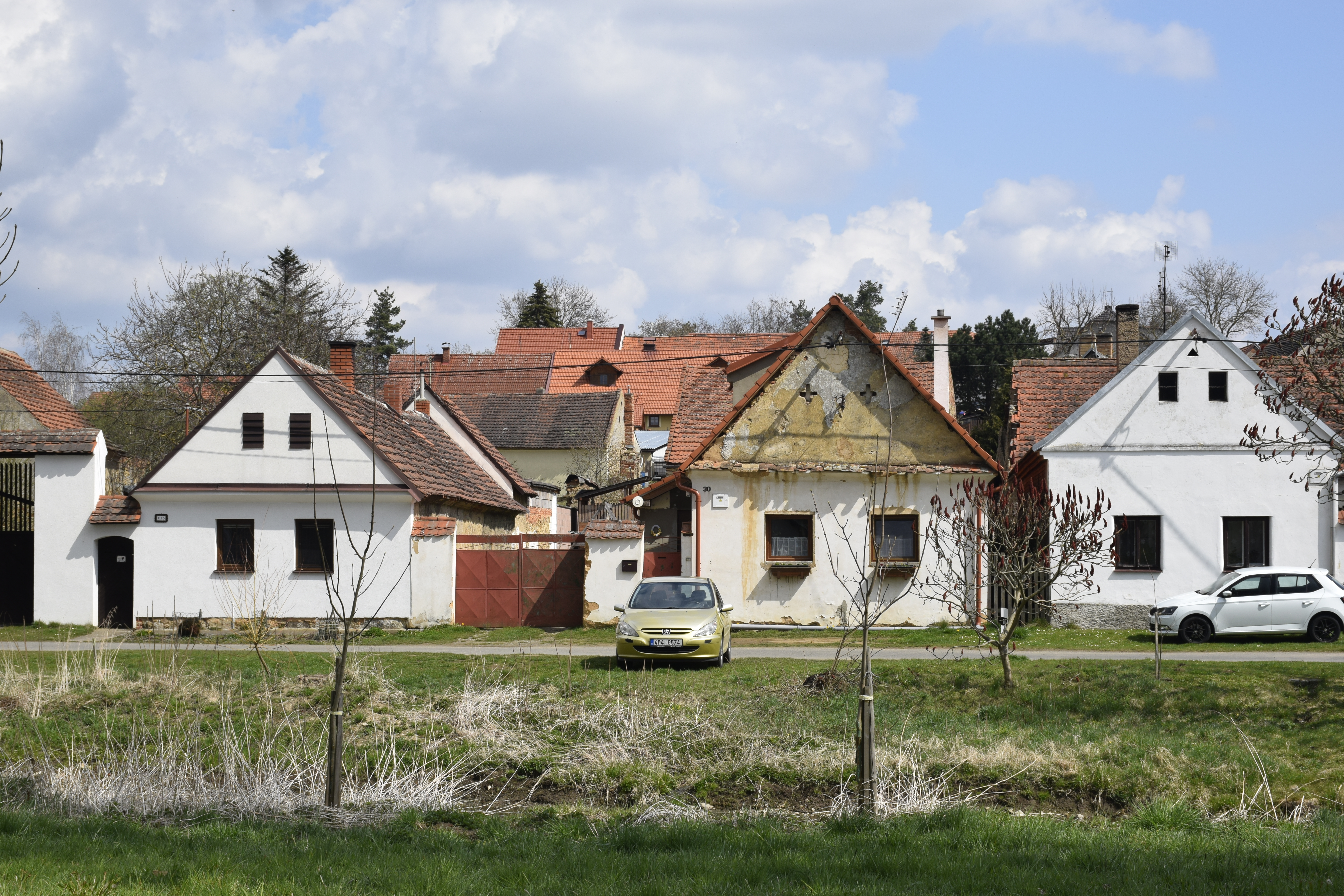
Chalupy
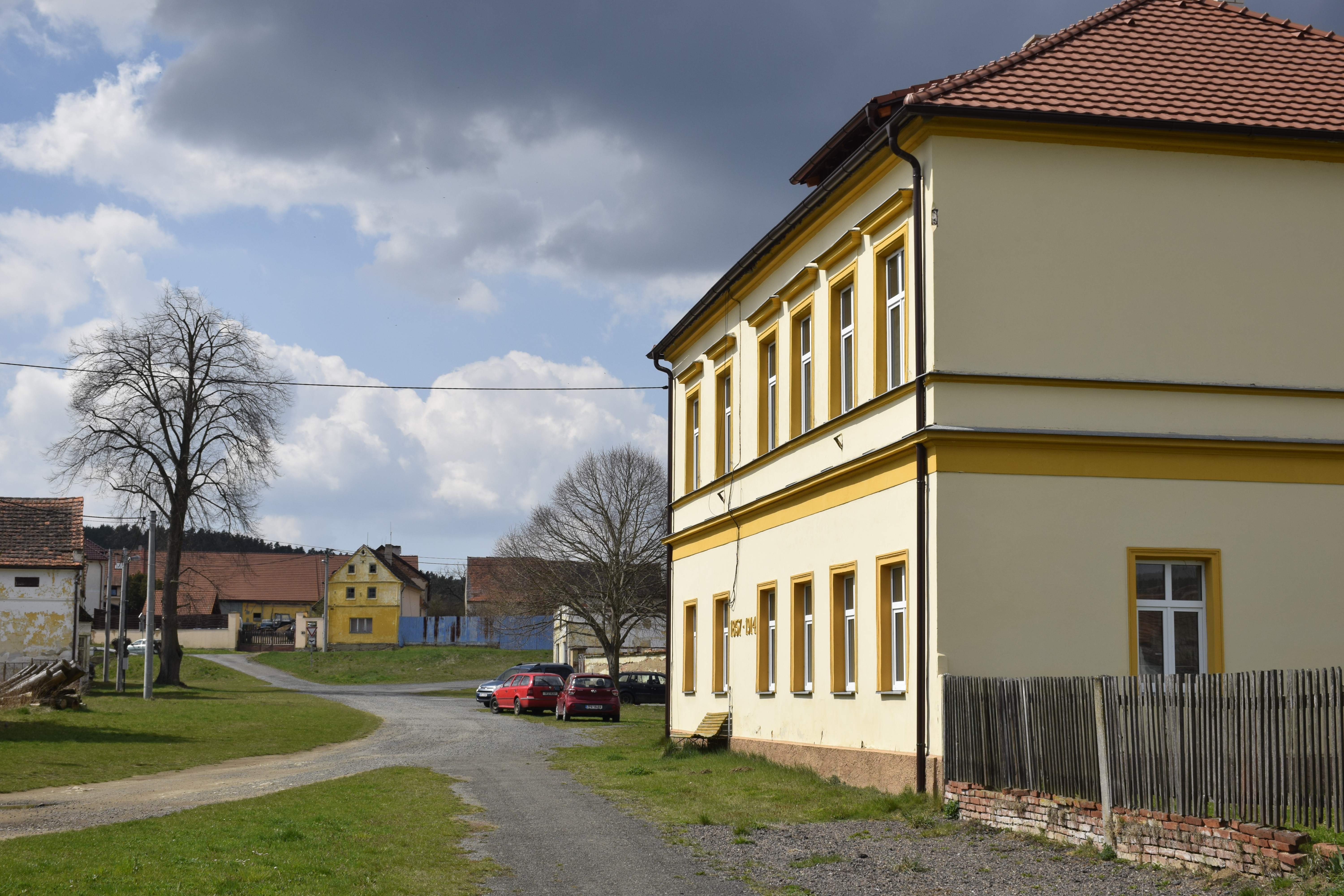
Náves

### Lieratura
- FOUD, Karel. Usedlost čp. 46 v Líšině : příspěvek k poznání stavební výbavy selského dvora na jižním plzeňsku. Průzkumy památek. 2014, roč. XXI, čís. 2, s. 155–162. ISSN 1212-1487.